# Aprilie 2022
Acest articol este generat integral pe baza informațiilor din articolul 2022 și este actualizat periodic de un robot.
 Editările făcute în articol vor fi șterse la următoarea actualizare! Dacă doriți să faceți modificări, editați articolul-sursă.

ianuarie -
februarie -
martie -
aprilie -
mai -
iunie -
iulie -
august -
septembrie -
octombrie -
noiembrie -
decembrie
Aprilie 2022 a fost a patra lună a anului și a început într-o zi de vineri.

## Evenimente
- 3 aprilie: Alegeri prezidențiale și legislative în Serbia. să aleagă președintele și toate cele 250 de locuri din Adunarea Națională. Aleksandar Vučić, candidatul la președinție al coaliției și președintele în exercițiu, este reales, iar coaliția Împreună putem face totul a câștigat cele mai multe locuri, câștigând 119 din 250.
- 3 aprilie: Invazia Rusiei în Ucraina (2022): Pe măsură ce forțele ruse se retrag din zonele din apropierea Kievului, Ucraina este acuzată de crime de război, pe fondul tot mai multor dovezi ale uciderilor nediscriminatorii de civili, inclusiv masacrul de la Bucea.
- 3 aprilie: Alegeri legislative în Ungaria. Partidul de Guvernământ (FIDESZ-KDNP), condus de premierul Viktor Orban, a câștigat detașat alegerile cu 53% din voturi exprimate.
- 3 aprilie: Alegeri prezidențiale în Costa Rica. Liderul Social-Democraților din Costa Rica, Rodrigo Chaves Robles este ales președinte al Republicii Costa Rica.
- 6 aprilie: Prima fosilă de dinozaur cunoscută legată chiar de ziua impactului Chicxulub este raportată de paleontologi.
- 6 aprilie: Invazia Rusiei în Ucraina (2022): Forțele ruse se retrag din Sumî.
- 7 aprilie: ONU a votat cu 93-24 pentru suspendarea Rusiei din Consiliul pentru Drepturile Omului, 58 de țări s-au abținut.
- 7 aprilie: Președintele Yemenului, Abdrabbuh Mansur Hadi, demisionează din funcție, îl demite pe vicepreședintele Ali Mohsen al-Ahmar și transferă competențele ambelor funcții către Consiliul de conducere prezidențial recent format, format din opt membri, prezidat de Rashad al-Alimi.
- 9 aprilie: Premierul pakistanez Imran Khan este demis prin moțiune de cenzură.
- 10 aprilie: Premierul României Nicolae Ciucă este ales președinte al PNL de la congresul extraordinar cu 1.060 de voturi exprimate, iar ministrul de Interne Lucian Bode a preluat funcția de secretar-general al partidului în locul lui Dan Vîlceanu.
- 10 aprilie: Alegeri prezidențiale în Franța. cu președintele în exercițiu Emmanuel Macron și contestatoarea Marine Le Pen avansând în turul doi. Macron câștigă 27,85% din voturi, Le Pen câștigând 23,15%.
- 11 aprilie: Adunarea Națională a Pakistanului îl alege pe liderul opoziției Shehbaz Sharif ca prim-ministru al Pakistanului, după ce Imran Khan a fost demis din funcție în urma unei moțiuni de cenzură cu două zile înainte.
- 14 aprilie: Invazia Rusiei în Ucraina (2022): Nava amiral rusă Moskva devine cea mai mare navă de război scufundată în acțiune de la al Doilea Război Mondial. Ucraina susține că a lovit-o cu rachete antinavă Neptun, în timp ce Rusia susține că s-a scufundat pe vreme furtunoasă, după un incendiu la bord.
- 19 aprilie: Alegeri prezidențiale în Timorul de Est. este ales candidatul la președinție al Partidului Congresul Național pentru Reconstrucția Timorezei, fostul președinte și fostul prim-ministru José Ramos-Horta.
- 20 aprilie: Jucătorii ruși și belaruși sunt interziși de la Campionatul de tenis de la Wimbledon.

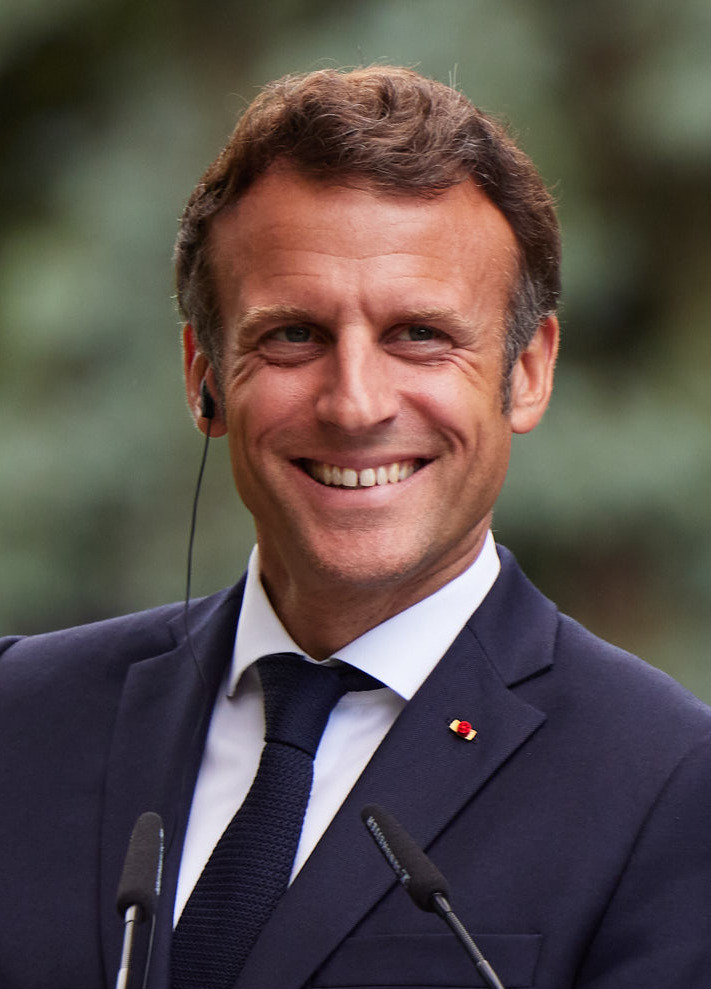
Președintele Franței Emmanuel Macron este reales pentru al doilea mandat de președinte, El a devenit primul președinte reales în ultimii 20 de ani.

- Președintele Franței Emmanuel Macron este reales pentru al doilea mandat de președinte, El a devenit primul președinte reales în ultimii 20 de ani.24 aprilie: Alegeri prezidențiale în Franța. Președintele francez Emmanuel Macron a câștigat alegerile prezidențiale, fiind reales pentru al doilea mandat cu 58,8% din voturi, învingând-o pe populista de dreapta Marine Le Pen cu 41,5%. De asemenea, Emmanuel Macron a devenit primul președinte francez reales în ultimii 20 de ani.
- 24 aprilie: Alegeri parlamentare în Slovenia. să aleagă toți cei 90 de membri ai Adunării Naționale a Sloveniei, camera inferioară a Parlamentului sloven; partidul Mișcarea pentru Libertate devine cel mai mare partid, câștigând 41 din 90 de locuri.
- 25 aprilie: Rețeaua de socializare Twitter acceptă o ofertă de cumpărare de la Tesla și CEO-ul SpaceX, Elon Musk, pentru 44 de miliarde de dolari.
- 27 aprilie: Uniunea Europeană acuză Rusia de șantaj după ce livrările de gaz către Polonia și Bulgaria sunt oprite de gigantul energetic Gazprom.
- 27 aprilie: Un tribunal din Myanmar aflat sub controlul juntei sale militare condamnă fostul consilier de stat Aung San Suu Kyi la cinci ani de închisoare pentru acuzații de corupție.
- 28 aprilie: Parlamentul Muntenegrului alege un nou guvern cu Dritan Abazović ca prim-ministru, în urma unei moțiuni de cenzură împotriva guvernului lui Zdravko Krivokapić.

## Decese
Petre Ivănescu, 85 ani, handbalist și antrenor român (n. 1936)
Grigore Brâncuș, 93 ani, lingvist român (n. 1929)
Estelle Harris (n. Estelle Nussbaum), 93 ani, actriță americană (n. 1928)
Sidney Altman, 82 ani, biolog canadiano-american, specialist în biologie moleculară, laureat al Premiului Nobel pentru Chimie (1989), (n. 1939)
Nehemiah Persoff, 102 ani, actor israelian și american de film (n. 1919)
Vladimir Jirinovski (Влади́мир Во́льфович Жирино́вский), 75 ani, politician rus (n. 1946)
Ana Pascu (n. Ana Ene-Derșidan), 77 ani, scrimeră română (n. 1944)
Domingo Romera (Domingo Romera Alcázar), 85 ani, politician spaniol, membru al Parlamentului European (1986–1994), (n. 1936)
Jack Higgins (aka Henry Patterson), 92 ani, scriitor englez de thriller (n. 1929)
Gilbert Gottfried (Gilbert Jeremy Gottfried), 67 ani, actor de comedie american (n. 1955)
Giorgos Katiforis, 87 ani, politician grec, membru al Parlamentului European (1999–2004), (n. 1935)
Traian Stănescu, 82 ani, actor român (n. 1940)
Michel Bouquet, 96 ani, actor francez (n. 1925)
Freddy Rincón (Freddy Eusebio Rincón Valencia), 55 ani, fotbalist columbian (n. 1966)
Alexandru Șoltoianu, 88 ani, disident politic basarabean (n. 1934)
Henry Plumb, Baron Plumb (Charles Henry Plumb), 97 ani, om politic britanic, membru al Parlamentului European (1979–1999), președinte al Parlamentului European (1987–1989), (n. 1925)
Liz Sheridan (Elizabeth Ann Sheridan), 93 ani, actriță americană (n. 1929)
Remus Mărgineanu, 84 ani, actor român (n. 1938)
Catherine Spaak, 77 ani, actriță, cântăreață și jurnalistă de etnie franco-belgiană, naturalizată italiană (n. 1945)
Radu Lupu, 76 ani, pianist român (n. 1945)
Hermann Nitsch, 83 ani, artist austriac (n. 1938)
Kane Tanaka, 119 ani, supercentenară japoneză (n. 1903)
Mwai Kibaki, 90 ani, politician kenyan, președinte al statului Kenya (2002–2013), (n. 1931)
Mircea Anghelescu, 81 ani, cercetător literar, critic literar, filolog, istoric literar, paleograf și pedagog român (n. 1941)
Klaus Schulze, 74 ani, muzician german, compozitor de muzică electronică (n. 1947)
Jean-Claude Fruteau, 74 ani, politician francez, membru al Parlamentului European (1999–2007), (n. 1947)
Mino Raiola (Carmine Raiola), 54 ani, impresar de fotbal, olandezo-italian (n. 1967)